# Il fabbro del villaggio (film 1942)
Il fabbro del villaggio (The Village Smithy) è un film del 1942 diretto da Dick Lundy. È un cortometraggio animato della serie Donald Duck, prodotto dalla Walt Disney Productions e uscito negli Stati Uniti il 16 gennaio 1942, distribuito dalla RKO Radio Pictures. A partire dagli anni novanta è più noto come Paperino fabbro del villaggio.

## Trama
Paperino è il fabbro di un villaggio e si vanta della sua forza e della sua bravura. Prima forgia un nuovo anello di ferro per la ruota di un carro, che si rivela però di dimensioni imperfette. Tentando di risolvere il problema, Paperino peggiora solo le cose, fino a distruggere la ruota stessa. Poi Paperino deve servire una timida cliente: la vanitosa asinella Jenny, che si rifiuta di provare i ferri-scarpe che le presenta. Il papero perde presto la pazienza, ma l'asinella resiste a tutti i suoi maldestri tentativi di ferrarla. Alla fine Paperino, per ferrarla, decide di farla starnutire prelevando, con un mantice, del fumo proveniente da dei carboni accesi, per poi spruzzarglielo in faccia. L'asinella inizia a starnutire, ma poi tira involontariamente un calcio a Paperino, il quale finisce appeso sopra i carboni accesi, starnutendo a sua volta.

## Distribuzione

### Edizioni home video

#### VHS
- I 50 anni folli di Paperino (gennaio 1987)

#### DVD
Il cortometraggio è incluso nel DVD Walt Disney Treasures: Semplicemente Paperino - Vol. 2.